# 三室戸家
三室戸家（みむろどけ）は、藤原北家日野流柳原家の庶流にあたる公家・華族の家。公家としての家格は名家、華族としての家格は子爵家。

## 歴史
権大納言柳原資行の三男である権中納言三室戸誠光を祖として江戸時代前期に創設された。公家としての家格は名家、新家、外様。江戸時代の家禄は130石。家紋は鶴丸（但し、先端の羽根は3本）。
明治維新後の明治2年に公家と大名家が華族として統合されると三室戸家も公家として華族に列し、明治17年（1884年）7月7日の華族令の施行で華族が五爵制になると、同8日に大納言直任の例がない旧堂上家として雄光が子爵を授けられた。雄光は四帝にわたって仕えた老臣として宮中杖を賜り、従一位に叙せられた。
その息子の2代子爵和光は伊勢神宮大宮司を務めた。
その息子の3代子爵敬光は宮内省官僚を経て貴族院の子爵議員に当選して務めた（研究会所属）。敬光は院内でも右派議員として知られ、昭和9年（1934年）には貴族院本会議で貴族院議員菊池武夫らとともに商工相中島久万吉の「足利尊氏論」（雑誌『現代』所収）を逆賊賛美と批判して中島を商工相辞職に追い込んだ。また岡田内閣に迫って国体明徴声明を出させた。教育事業にも熱心に取り組み、東京高等音楽学院の院長を務め、昭和9年には東京高等音楽学院大塚分教場を創設。
昭和13年（1938年）には敬光の息子為光が東京高等音楽学院大塚分教場を継承して東邦音楽学校（のちの東邦音楽大学・東邦音楽短期大学）を独立・創設した。その後、東邦音楽大学に続き東邦音楽大学附属東邦中学校・高等学校の創設にも携わった。現在は為光の息子東光が東邦音楽大学学長を務めている。